# Albertisia glabra
Albertisia glabra là một loài thực vật có hoa trong họ Biển bức cát. Loài này được (Diels ex Troupin) Forman mô tả khoa học đầu tiên năm 1975.